# Vision Divine
Vision Divine, talijanski power/progresivni/kršćanski metal sastav.

## Povijest
Osnovali su ga Olaf Thorsen i Fabio Lione. Počeli su kao Symmetry 1998., pa su promijenili 1999. godine ime u Vision Divine. U prve tri godine postojanja objavili su dva albuma i pošli na turneju 2000. godina po Južnoj Americi. Bilo je to po prvi put da je jedan talijanski heavy metal sastav dobio prigodu svirati i da je pri tome bio rasprodan, u državama poput Argentine, Čilea, Brazila, Paname i Meksika.

## Diskografija
- 1999. – Vision Divine, studijski album
- 2002. – Colours Of My World, promo EP
- 2002. – Send Me an Angel, studijski album
- 2004. – Stream of Consciousness, studijski album
- 2005. – Stage Of Consciousness , videoalbum
- 2006. – The Perfect Machine, studijski album
- 2007. – The 25th Hour, studijski album
- 2009. – 9 Degrees West of the Moon, studijski album
- 2012. – Destination Set to Nowhere, studijski album
- 2017. – Best of, kompilacijski album
- 2018. – Angel of Revenge, singl
- 2019. –  3 Men Walk On The Moon, singl
- 2019. – When All the Heroes Are Dead, studijski album

## Članovi
Današnji
- Ivan Giannini – vokal (2018. - danas.)
- Olaf Thorsen – gitara (1998. - danas.)
- Federico "Pule" Puleri – gitara( 2002. - danas.)
- Andrea "Tower" Torricini – bas - gitara (1998. – 2006., 2011. - danas.)
- Alessio Lucatti – klavijature (2006. - danas.)
- Mike Terrana – bubnjevi (2016. - danas.)

Bivši
- Fabio Lione – vokal (1998. – 2003, 2008 - 2018.)
- Michele Luppi – vokal (2003. – 2008.)
- Andrew Mc Pauls – klavijature (1998. – 2002.)
- Oleg Smirnoff – klavijature (2002. – 2006.)
- Cristiano Bertocchi – bas-gitara (2006. – 2011.)
- Mattia Stancioiu – bubnjevi (1998. – 2002.)
- Matteo Amoroso – bubnjevi (2002. – 2005.)
- Danil Morini – bubnjevi (2005.)
- Ricky Quagliato – bubnjevi (2005.)
- Alessandro Bissa – bubnjevi (2005. – 2016.)

## Vanjske poveznice
- Vision Divine
- Discogs
- YouTube
- MySpace
- SoundCloud
- MusicBrainz
- Encyclopaedia Metallum